# Pure Mania
Albums de The Vibrators
V2
(1978)
Pure Mania est le premier album du groupe punk britannique The Vibrators, sorti en 1977. 

## Liste des chansons
Toutes les chansons sont écrites par I.M. Carnarchan, sauf si mentionné.

### Face 1
1. Into the Future…
2. Yeah Yeah Yeah (Pat Collier)
3. Sweet Sweet Heart
4. Keep It Clean (John Ellis)
5. Baby Baby
6. No Heart
7. She's Bringing You Down

### Face 2
1. Petrol (Collier)
2. London Girls
3. You Broke My Heart
4. Whips & Furs
5. Stiff Little Fingers (Ellis)
6. Wrecked On You
7. I Need a Slave
8. Bad Time

## Personnel
- Ian "Knox" Carnochan - guitare, clavier, chant
- John Ellis - guitare, chant
- Pat Collier - basse, chant
- John « Eddie » Edwards - batterie

## Critiques et notoriété
L'album connaît un succès commercial et critique. L'album resta pendant cinq semaines dans le UK Top 75. 
Il reçoit la note de 7,4 sur 10 chez SensCritique, de 16 sur chez Xsilence , de 4 sur 5 chez Forces Parrallèles, de 4 sur 6 chez GutsOfDarkness, de 4,5 sur 5 chez Allmusic.